# Aristea elliptica
Aristea elliptica är en irisväxtart som beskrevs av Peter Goldblatt och A.P.Dold. Aristea elliptica ingår i släktet Aristea och familjen irisväxter. Inga underarter finns listade i Catalogue of Life.